# 246759 Elviracheca
246759 Elviracheca este un asteroid din centura principală de asteroizi.

## Descriere
246759 Elviracheca este un asteroid din centura principală de asteroizi. A fost descoperit pe 11 februarie 2009 la Calar Alto de Felix Hormuth. Asteroidul prezintă o orbită caracterizată de o semiaxă mare de 2,43 ua, o excentricitate de 0,13 și o înclinație de 3,6° în raport cu ecliptica.